# Куськинский сельсовет
Куськинский сельсовет — муниципальное образование со статусом сельского поселения в Мантуровском районе Курской области Российской Федерации.
Административный центр — село Куськино.

## История
Статус и границы сельсовета установлены Законом Курской области от 21 октября 2004 года № 48-ЗКО «О муниципальных образованиях Курской области».
Законом Курской области от 26 апреля 2010 года № 26-ЗКО в состав сельсовета включены населённые пункты упразднённых Пузачинского и Роговского сельсоветов.

## Население
| 2002  | 2010  | 2012  | 2013  | 2014  | 2015  | 2016  |
| ----- | ----- | ----- | ----- | ----- | ----- | ----- |
| 547   | ↗1426 | ↘1359 | ↘1317 | ↘1259 | ↘1221 | ↘1200 |
| 2017  | 2018  | 2019  | 2020  | 2021  |       |       |
| ↘1170 | ↘1136 | ↘1133 | ↘1105 | ↘1034 |       |       |

## Состав сельского поселения
| № | Населённый пункт | Тип населённого пункта       | Население |
| - | ---------------- | ---------------------------- | --------- |
| 1 | Заломное         | хутор                        | ↘9        |
| 2 | Илюшины Дворы    | хутор                        | ↘3        |
| 3 | Куськино         | село, административный центр | ↘412      |
| 4 | Лобовы Дворы     | хутор                        | ↘1        |
| 5 | Пузачи           | село                         | ↘616      |
| 6 | Роговое          | село                         | ↘369      |
| 7 | Шиповка          | деревня                      | ↘16       |